# Michel Piccoli
Jacques Daniel Michel Piccoli (París, 27 de desembre de 1925 - París, 12 de maig de 2020) fou un actor, director i guionista de cinema francés.

## Biografia
Michel Piccoli va néixer a Paris, fill d'una família de músics. Format en el teatre, després del seu paper de figurant a Sortilèges (1945) va debutar en el cinema el 1949 a Le Point du jour de Louis Daquin. Va assolir notorietat internacional en el paper d'escriptor en el film Le Mépris (1963) al costat de Brigitte Bardot. del director Jean-Luc Godard. De la seva àmplia i notable filmografia, on va treballar amb realitzadors com Alain Resnais, Jacques Rivette, Luis Buñuel i Alfred Hitchcock, destaquen Diari d'una cambrera (1963), Belle de jour (1966) i El discret encant de la burgesia totes de Luis Buñuel; Party (1996), Je rentre à la maison (2001), Belle toujours (2006) dirigides per Manoel de Oliveira; Dillinger è morto (1968), La Grande Bouffe (1973) de Marco Ferreri; Les coses de la vida (1969) i Max i els traficants de ferralla (1970) de Claude Sautet.
El 1980 va guanyar el premi al millor actor al Festival de Cinema de Canes per la pel·lícula Salto nel vuoto del director Marco Bellocchio. Os de Plata a la millor interpretació masculina en el Festival Internacional de Cinema de Berlin de 1982 per Une étrange affaire del realitzador francés Pierre Granier-Deferre. Va ser nominat al César a millor actor per la seva interpretació a Milou en mai (1990) de Louis Malle i també nominat al mateix premi l'any següent pel seu paper de pintor a La Belle Noiseuse (1991) de Jacques Rivette, amb Jane Birkin i Emmanuelle Béart.
Ferm oponent de l'extrema dreta, compromés políticament amb l'esquerra (que definia com «estar en constant alerta sobre el lloc que ocupem al món»), va ser simpatitzant del Partit Socialista.
Va estar casat amb l'actriu Eléonore Hirt, amb qui va tenir una filla; posteriorment va ser parella de la cantant Juliette Gréco. El 1978 es va casar amb la guionista Ludivine Clerc.

## Filmografia
- 1945: Sortilèges de Christian-Jaque
- 1949: Le Point du jour de Louis Daquin
- 1954: French Cancan de Jean Renoir
- 1955: Les maniobres de l'amor de René Clair[6]
- 1956: La mort en aquest jardí de Luis Buñuel[7]
- 1960: Le Bal des espions de Michel Clément
- 1962: Climats de Stellio Lorenzi
- 1962: El confident de Jean-Pierre Melville[8]
- 1962: Le Jour et l'Heure de René Clément
- 1963: Le Mépris de Jean-Luc Godard
- 1963: Diari d'una cambrera de Luis Buñuel[9]
- 1964: De l'amour de Jean Aurel
- 1964: Le Coup de grâce' de Jean Cayrol et Claude Durand
- 1965: Compartiment tueurs de Constantin Costa-Gavras
- 1965: Mascarada (Masquerade)
- 1965: La guerra s'ha acabat d'Alain Resnais[10]
- 1966: La Curée de Roger Vadim
- 1966: La Voleuse de Jean Chapot
- 1966: Les Créatures  d'Agnès Varda
- 1966: Les senyoretes de Rochefort de Jacques Demy[11]
- 1966: Un home de més de Costa-Gavras
- 1966: Belle de jour de Luis Buñuel[12]
- 1968: Benjamin ou les Mémoires d'un puceau de Michel Deville
- 1968: La Chamade d'Alain Cavalier
- 1968: Dillinger è morto de Marco Ferreri
- 1969: La Via Làctia de Luis Buñuel[13]
- 1969: Topaz d'Alfred Hitchcock[14][15]
- 1970: Les coses de la vida de Claude Sautet[16]
- 1971: Max i els traficants de ferralla de Claude Sautet[17]
- 1971: La Décade prodigieuse de Claude Chabrol
- 1972: L'udienza de Marco Ferreri
- 1972: Liza de Marco Ferreri
- 1972: El discret encant de la burgesia de Luis Buñuel[18]
- 1972: L'atemptat d'Yves Boisset[19]
- 1973: La Femme en bleu de Michel Deville
- 1973: Themroc de Claude Faraldo
- 1973: Les Noces rouges de Claude Chabrol
- 1973: La Grande Bouffe de Marco Ferreri
- 1973: Touche pas à la femme blanche de Marco Ferreri
- 1974: El trio infernal de Francis Girod[20]
- 1974: Todo modo d'Etore Scola
- 1974: Grandeur nature de Luis Berlanga
- 1974: Le Fantôme de la liberté de Luis Buñuel
- 1974: Tres amics, les seves dones i els altres de Claude Sautet[21]
- 1975: La Dernière Femme de Marco Ferreri
- 1975: F de Fairbanks
- 1976: Mado de Claude Sautet
- 1977: Des enfants gâtés de Bertrand Tavernier
- 1977: L'Imprécateur de Jean-Louis Bertuccelli
- 1980: Salto nel vuoto de Marco Bellocchio
- 1980: Atlantic City de Louis Malle[22]
- 1981: La Fille prodigue de Jacques Doillon
- 1981: Une étrange affaire de Pierre Granier-Deferre
- 1981: Espia, desperta't d'Yves Boisset[23]
- 1982: La Passante du Sans-Souci de Jacques Rouffio
- 1982: Passion de Jean-Luc Godard
- 1982: Une chambre en ville de Jacques Demy
- 1983: El preu del perill (Le Prix du danger) d'Yves Boisset
- 1984: La diagonale du fou de Richard Dembo
- 1984: Viva la vie de Claude Lelouch
- 1985: Péril en la demeure de Michel Deville
- 1985: Partir, revenir de Claude Lelouch
- 1985: Adieu Bonaparte de Youssef Chahine
- 1986: Le Paltoquet de Michel Deville
- 1986: Mauvais Sang' de Leos Carax
- 1986: La Puritaine de Jacques Doillon
- 1987: L'Homme voilé de Maroun Bagdadi
- 1989: Milou en mai de Louis Malle
- 1990: Martha et moide Jirí Weiss
- 1991: La Belle Noiseuse de Jacques Rivette
- 1991: Le Voleur d'enfants  de Christian de Chalonge
- 1992: Les équilibristes de Nico Papatakis
- 1992: Archipel de Pierre Granier-Deferre
- 1993: La Cavale des fous de Marco Pico
- 1994: Al-mohager  de Youssef Chahine
- 1994: L'àngel negre de Jean-Claude Brisseau[24]
- 1995: Les cent i una nits (Les Cent et une nuits) d'Agnès Varda[25]
- 1995: Tödliches Geld de Detlef Rönfeldt. Telefilm
- 1995: Beaumarchais, l'insolent d'Édouard Molinaro
- 1996: Compagna di vaiggio' de Peter Del Monte
- 1996: Party de Manoel de Oliveira[26]
- 1996: Tykho Moon d'Enki Bilal:
- 1997: Généalogies d'un crime de Raoul Ruiz
- 1999: Rien sur Robert de Pascal Bonitzer
- 1999: Les Acteurs de Bertrand Blier
- 2000: Tout va bien, on s'en va de Claude Mouriéras
- 2001: Je rentre à la maison de Manoel de Oliveira
- 2003: Un homme, un vrai de Jean-Marie Larrieu i Arnaud Larrieu
- 2003: Ce jour-là de Raoul Ruiz
- 2003: La Petite Lili de Claude Miller
- 2005: Espelho Mágico de Manoel de Oliveira
- 2005: La profecia de les granotes (La prophétie des grenouilles) de Jacques-Rémy Girerd (veu)
- 2006: Jardins en automne d'Otar Iosseliani
- 2006: Belle toujours de Manoel de Oliveira[27]
- 2006: Ne touchez pas la hache de Jacques Rivette
- 2007: Boxes de Jane Birkin
- 2007: Sous les Toits de Paris d'Hiner Saleem
- 2007: Chacun son cinéma de Manoel de Oliveira, episodi Rencontre unique
- 2007: Le roi Lear de Don Kent. Telefilm
- 2008: De la guerre de Bertrand Bonello
- 2008: La Poussière du temps de Théo Angelopoulos
- 2009: L'insurgée de Laurent Perreau
- 2011: Habemus Papam de Nanni Moretti
- 2012: Encara no heu vist res d'Alain Resnais[28]
- 2012: Holy Motors de Leos Carax
- 2014: Le Goût des myrtilles de Thomas de Thier

## Premis i Nominacions

### Premis
- 1980: Premi a la interpretació masculina (Festival de Canes) per Salto nel vuoto
- 1982: Os de Plata a la millor interpretació masculina per Une étrange affaire
- 2011: Premis del Cinema Europeu: Premi especial Honorífic[29]

### Nominacions
- 1982: César al millor actor per Une étrange affaire
- 1985: César al millor actor per La diagonale du fou
- 1991: César al millor actor per Milou en mai
- 1992: César al millor actor per La Belle Noiseuse
- 2001: Premis del Cinema Europeu al millor actor per Je rentre à la maison[30]
- 2007: Premis del Cinema Europeu al millor actor per Belle toujours[31]
- 2011: Premis del Cinema Europeu al millor actor per Habemus Papam[32]